# پوکا قاسا (آنگارا)
پوکا قاسا (به اسپانیایی: Puka Q'asa) یک کوه در پرو است که در پرو واقع شده‌است. پوکا قاسا ۴٬۶۰۰ متر بالاتر از سطح دریا واقع شده‌است.